# Лупешть (Арад)
Лупешть, Лупешті (рум. Lupești) — село у повіті Арад в Румунії. Входить до складу комуни Вередія-де-Муреш.
Село розташоване на відстані 353 км на північний захід від Бухареста, 70 км на схід від Арада, 131 км на південний захід від Клуж-Напоки, 83 км на північний схід від Тімішоари.

## Населення
За даними перепису населення 2002 року у селі проживали 340 осіб, усі — румуни. Усі жителі села рідною мовою назвали румунську.